# Роналд Дуоркин
Роналд Майлс Дуоркин (на английски: Ronald Myles Dworkin, р. 11 декември 1931 — п. 14 февруари 2013) е правен теоретик, философ на правото и политически философ, един от най-добре известните съвременни представители на англо-американската традиция.

## Биография
Роден през 1931 година, образован в Харвард и Оксфордския университет (като стипендиант на наградите Роудс). Един от възпитаниците на Х.Л.А. Харт, а по-късно и негов заместник в длъжността му на Оксфордски професор по юриспруденция. В края на 90-те години прекъсва активната си професорска роля в Оксфорд, но продължава в съвместената от по-рано роля в Нюйоркския университет, и поема нова (и по подразбиране по-задочна) функция към Университетски колеж Лондон.
Пътува активно и чете лекции в различни точки на света, но прекарва по-голяма част от времето си споделено между Великобритания и САЩ.
Умира от левкемия в Лондон на 14 февруари 2013 на 81-годишна възраст.

## Признание и отличия
Избран е за член на Британската академия и за член на Американската академия на изкуствата и науките.
Получава много научни награди и отличия, сред които медала „Джеферсън“ (2005), медала „Луман“ в Германия (2006), Холбергова награда (2007) и наградата „Балзан“ (2012).
Почетен доктор на Пенсилванския университет (юни 2000), Харвардския университет (юни 2009) и Университета на Буенос Айрес (август 2011).